# Síndrome de Klinefelter
El síndrome de Klinefelter (SK) o 47,XXY es la caracterización clínica de una mutación cromosómica que afecta a varones y que incluye, entre otras manifestaciones, hipogonadismo hipergonadotrópico, ginecomastia, dificultades en el aprendizaje e infertilidad. Es la enfermedad genética más común en varones, con una incidencia de 1 en cada 660 nacimientos. Algunos no presentan síntomas y no saben que padecen esta condición hasta la edad adulta al presentarse infertilidad.
El sexo está determinado por los cromosomas sexuales: cromosoma Y y cromosoma X. Los machos tienen los cromosomas sexuales XY (46,XY) y las hembras, los cromosomas sexuales XX (46,XX). En el síndrome de Klinefelter, el macho cuenta, como mínimo, con un cromosoma X extra, dando lugar en el 75 % de los casos a un cariotipo (47,XXY). No obstante, aproximadamente un 20 % de los casos son mosaicos cromosómicos, con variantes como (48,XXXY), y (49,XXXXY) en el 5 % de los casos. Este síndrome se da debido a la separación incorrecta de los cromosomas homólogos durante las meiosis que dan lugar a los gametos de uno de los progenitores, aunque también puede darse por errores en las primeras divisiones del cigoto dando lugar a un mosaico genético. Constituye la causa más frecuente de hipogonadismo masculino de carácter permanente.
Se cree que el rey Carlos II de España sufrió este síndrome, debido fundamentalmente a los sucesivos matrimonios endogámicos de sus antepasados.

## Cuadro clínico

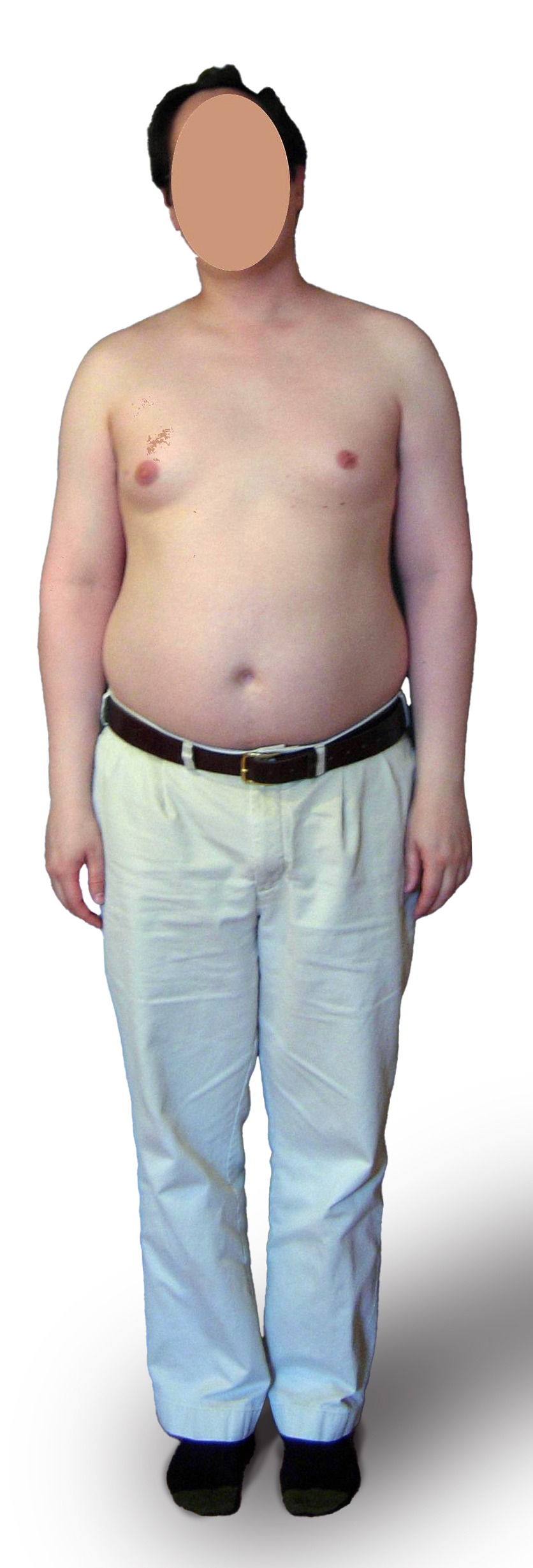
Paciente con síndrome de Klinefelter (46,XY)/(47,XXY).

El cuadro clínico del síndrome de Klinefelter se presenta en diversas manifestaciones y complicaciones, varía en ocasiones de un paciente a otro. La principal característica es la infertilidad, así como escroto hipoplásico y en ocasiones criptorquidia o micropene. Los signos externos pueden no ser evidentes y por lo tanto la enfermedad puede tardar en identificarse.

### Prenatal
Cerca del 40 % de los embarazos con fetos portadores del síndrome de Klinefelter llegan a término. Por lo general, la severidad de las malformaciones somáticas en el síndrome de Klinefelter es proporcional al número extra de cromosomas X presentes. Por ejemplo, pacientes con 49 cromosomas (XXXXY) presentan mayor severidad en retraso mental e hipogonadismo que aquellos pacientes con 48 cromosomas (XXXY).

### Manifestaciones físicas
Los bebés con síndrome de Klinefelter suelen gatear y comenzar a andar de forma más torpe y tardía que los demás infantes. En promedio, los bebés varones con KS no comienzan a caminar hasta los 18 meses.
Durante la pubertad presentan escasez de vello en la cara y en todo el cuerpo, consecuencia directa de la baja concentración de testosterona, así como gonadotrofinas elevadas. Tienen vello pubiano disminuido, o siguiendo un claro patrón femenino. Presentan escroto hipoplásico (testículos pequeños y poco funcionales), y en ocasiones criptorquidia o micropene.
En la edad adulta presentan una talla elevada y tendencia al sobrepeso; los individuos afectados tienen brazos y piernas largos. Pueden manifestar ginecomastia unilateral o bilateral, que se caracteriza por el desarrollo de pechos en el hombre (tejido mamario agrandado). Esto da a lugar una mayor propensión a padecer cáncer de pecho, alteraciones venarias y osteoporosis. La mayoría de los pacientes son infértiles o con esterilidad por azoospermia y no pueden concebir un hijo sin ayuda de un especialista en fertilidad.

### Características psicológicas

#### Desarrollo cognitivo
Aunque algunas fuentes describen que los pacientes con SK pueden tener un coeficiente intelectual normal, la mayoría informa que el coeficiente intelectual de dichos pacientes es inferior al promedio. Las personas XXY por lo general aprenden a hablar más tarde que otros en la infancia, lo que demuestra un coeficiente intelectual verbal menor que el de desempeño. Algunos pacientes suelen tener algún grado de dificultad con el lenguaje de por vida. Se ha notificado también que les cuesta más tiempo procesar la información que escuchan, especialmente si se encuentran en ambientes ruidosos. Es particularmente difícil para estos pacientes interpretar los sentimientos de otras personas solamente al escuchar lo que les dicen.
Presentan dificultades para leer y escribir. Esto se demuestra también con una poca comprensión lectora. Al llegar a la adultez, la mayoría aprende a conversar como la población promedio. Sin embargo, presentan mayor dificultad al realizar trabajos que impliquen mucha lectura y escritura.

#### Conducta y personalidad
Un estudio realizado en 1995 que evaluó las adaptaciones psicosociales en 39 adolescentes con anormalidades cromosómicas demostró que estos sujetos tienden a ser tímidos, reservados, con dificultades para integrarse a un grupo de pares. En una autoevaluación, ellos se describen como sensibles, aprensivos e inseguros. Estos pacientes también presentan trastornos emocionales como ansiedad, depresión, y tendencia al abuso de sustancias.
En la edad adulta presentan una disminución de la libido así como baja autoestima, debida en la mayoría de los casos a los caracteres femeninos perceptibles por el varón (ginecomastia).

### Enfermedades concomitantes
Las personas con síndrome de Klinefelter tienen un mayor riesgo de osteoporosis, ginecomastia, la aparición de trombosis y cáncer de mama en comparación con la población general. Sin embargo, el riesgo de cáncer de seno está por debajo del riesgo normal para las mujeres. Esos pacientes son más propensos a enfermedades cardiovasculares dada la prevalencia en anormalidades metabólicas incluyendo dislipidemia y diabetes mellitus tipo 2. Se ha demostrado que la hipertensión no está relacionada con el SK.

## Etiología

Nacimiento de una célula con cariotipo XXY debido a un evento de no disyunción de un cromosoma X desde un cromosoma Y durante la meiosis I en el padre.

Nacimiento de una célula con carotipo XXY debido a un evento de no disyunción en un cromosoma X durante la meiois II femenina.

El síndrome de Klinefelter no es una condición hereditaria. El exceso de cromosoma X proviene de la madre en aproximadamente la mitad de los casos y del padre en la otra mitad. La edad materna es el único factor de riesgo para el síndrome de Klinefelter: A partir de una edad materna de 40 años, el riesgo de tener un hijo con síndrome de Klinefelter es cuatro veces mayor que en las mujeres menores de 24 años.
La anomalía cromosómica puede originarse también por un error durante las divisiones mitóticas del cigoto, produciendo así los casos de mosaicismo. El cromosoma X adicional en los pacientes con síndrome de Klinefelter a menudo es adquirido por la no disyunción durante la meiosis I maternal o paternal, o la meiosis maternal II (gametogénesis). El error en el proceso de separación de cromosomas durante la división celular se da cuando cromosomas homólogos; en este caso, los cromosomas sexuales X e Y, fallan al separarse, originando gametos (masculinos o femeninos) con 24 cromosomas, debido a dicho cromosoma adicional. Ya sea un espermatozoide con un cromosoma X e Y, o un óvulo con un dos cromosomas X. Fertilizar un óvulo X normal con un espermatozoide XY dará un descendiente XXY (Klinefelter).
Otro mecanismo para retener un cromosoma extra es mediante la no disyunción en la meiosis II en el óvulo. La no disyunción ocurre cuando dos cromátidas hermanas en el cromosoma de sexo (en este caso X y X) no llegan a separarse. Esto produce un óvulo XX que posteriormente será fertilizado por un espermatozoide normal, dando un descendiente XXY (Klinefelter).
En mamíferos con más de un cromosoma X (en el caso de humanos, mujeres), se da la inactivación de uno de los dos cromosomas, de modo que se equipare la carga génica con el hombre. A esto se le conoce como lionización. Esto también ocurre en los varones XXY, aunque hay cierta evidencia que sugiere que algunos genes localizados en las regiones pseudoautosomales de sus cromosomas X presentan correspondencia con su cromosoma Y, siendo capaces de expresarse.

### Variaciones
Existen variaciones del síndrome de Klinefelter, conocidas como poli-X, es decir, que tienes más de un cromosoma X extra. En estos casos la sintomatología puede ser más pronunciada que en los pacientes con síndrome de Klinefelter típico (47,XXY). Por lo general, se presentan convulsiones en la infancia, estrabismo, problemas intestinales como estreñimiento, e infecciones en los oídos.

#### 48,XXYY
Los varones con este cariotipo llegan a ser muy altos, con piernas muy largas; lo que puede resultar en úlceras y várices en las mismas. Tienen poco vello corporal, testículos y pene pequeño, hipogonadismo hipergonadotrópico y ginecomastia. Son propensos a enfermedades vasculares. 
Su coeficiente intelectual se encuentra en el rango de los 60 a 80 puntos, por lo que presentan un retraso en el habla y déficits en el ámbito académico, conductual, y social. Un estudio publicado en 2005 comparando las habilidades verbales de sujetos 47,XXY y 48,XXYY, demostró que los varones 48,XXYY tienen un coeficiente verbal significativamente más bajo.
En el ámbito conductual, son extremadamente tímidos, aunque pueden llegar a ser agresivos e impulsivos. Tienen la tendencia a tener mayores problemas de hiperactividad, agresión y depresión en comparación con los varones 46,XY o incluso 47,XXY.

#### 48,XXXY
Quienes tienen este cariotipo presentan hipertelorismo ocular, un puente nasal plano, y son de baja estatura. Los huesos de sus brazos pueden estar conectados de manera inusual, a lo que se le conoce como sinostosis radioulnar, o presentar clinodactilia, es decir que el dedo meñique se encuentra curvado hacia adentro.
Su coeficiente intelectual estará entre los 40 y 60 puntos, lo que se hará evidente al tener un severo retraso en el habla. Consistente con ello, son sujetos inmaduros, considerados incluso pasivos, cooperativos y no agresivos.

#### 49,XXXXY
Estos individuos presentan el fenotipo más severo. Además de los síntomas visibles en los otros cariotipos, una de las principales manifestaciones en este caso es microcefalia, muy baja estatura, hipertelorismo ocular, puente nasal plano, y arco plantar alto. Las cámaras cardiacas no se forman adecuadamente, lo que trae como consecuencia, defectos cardiacos.
El coeficiente intelectual de estas personas será ente 20 y 60. Conductualmente son sujetos tímidos y amigables. Ocasionalmente pueden ser irritables, con cambios drásticos en el temperamento, poca tolerancia a la frustración y dificultades para cambiar de rutina.

## Patogenia
Los estudios en sujetos prepuberales 47,XXY no muestran deficiencias en las concentraciones de la hormona luteinizante, foliculoestimulante o testosterona, comparados con sujetos prepúberes 46,X. Sin embargo, la respuesta a la gonadoliberina (LHRH, hormona hipotalámica liberadora de gonadotropinas) es normal en ambos grupos. Se ha notado que entre los 12 y 14 años de edad en los sujetos 47,XXY las concentraciones de gonadotropinas se incrementan y la testosterona permanece en límites inferiores para la edad.

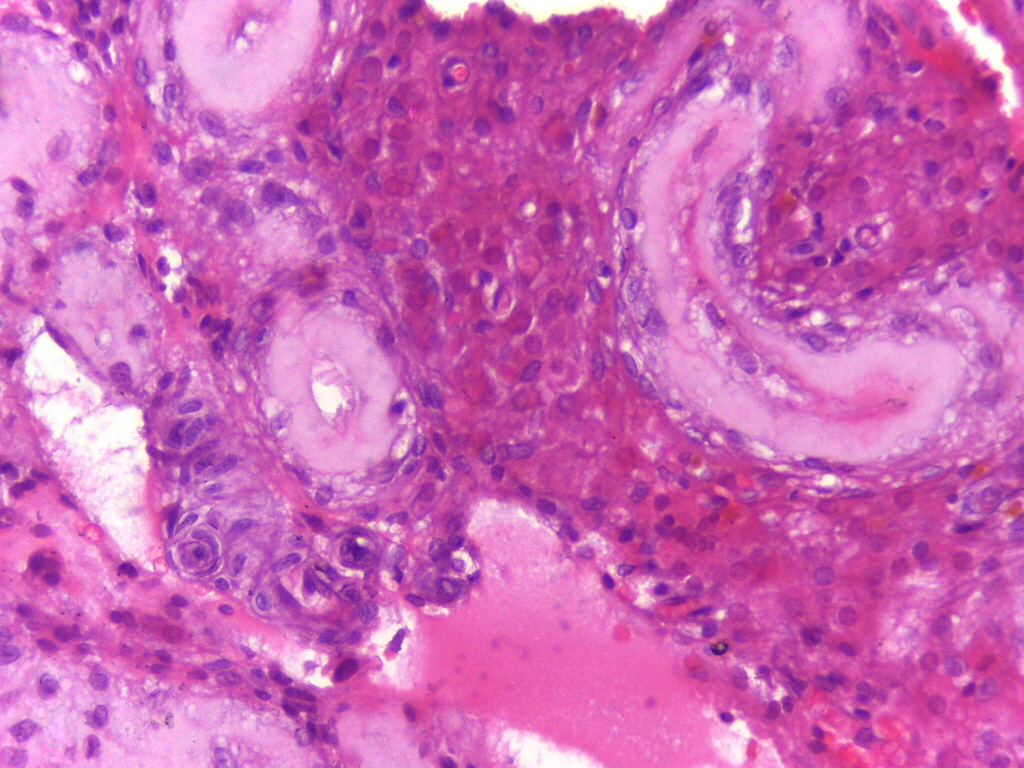
Micrografía de tejido testicular mostrando hialinización y fibrosis de los túbulos seminíferos así como células de Leyding prominentes.

En biopsias realizadas a niños con el síndrome de Klinefelter, se ha observado una disminución en el número de células germinales. No obstante, después de la pubertad se aprecia hialinización y fibrosis de los túbulos seminíferos. Estos cambios histológicos son muy característicos del síndrome, y los cuales originan disminución en el volumen testicular así como aumento de su consistencia. También se observa ausencia de células germinales, hiperplasia y agregación de las células de Leydig, como respuesta a la hiperestimulación por la hormona hormona luteinizante.
Por otro lado, la pérdida de túbulos seminíferos y células de Sertoli produce una disminución en las cifras de inhibina B, el factor regulador de FSH, y de la hormona antimülleriana (AMH). Esto ocasiona una disminución en la retroalimentación negativa sobre la FSH, generando un aumento en la misma. La ausencia de espermatogénesis es secundaria a la presencia de cromosomas supernumerarios, que se mantienen activos durante la gametogénesis.

## Diagnóstico
El método estándar de diagnóstico es mediante un análisis cromosómico al detectar un cromosoma X adicional. Una pequeña muestra de sangre es suficiente como material de prueba. A inicios de los 2000 se realizaba también un diagnóstico mediante el análisis de los corpúsculos de Barr, dando resultados con una sensibilidad del 82 %. Por otra parte, para determinar si tiene forma de mosaico, también se puede realizar un análisis cromosómico en las células de la mucosa oral.
Durante la pubertad y la edad adulta, los niveles bajos de testosterona con niveles elevados de las hormonas pituitarias FSH y LH en la sangre pueden indicar la presencia del síndrome de Klinefelter. Un espermiograma también puede ser parte de la investigación adicional. A menudo hay una azoospermia, rara vez una oligospermia.
Otra forma de diagnosticar a pacientes con el síndrome de Klinefelter de forma prenatal es por amniocentesis o por la muestra del villus coriónico. Se ha demostrado que cerca del 10 % de los casos se pueden determinar en un diagnóstico prenatal.

## Tratamiento
La terapia causal no es posible porque el síndrome de Klinefelter es causado por una alteración cromosómica.
Desde el inicio de la pubertad, la deficiencia de testosterona existente puede ser compensada por la terapia de sustitución hormonal adecuada. Preparaciones de testosterona están disponibles en forma de jeringas, parches o gel.
Los pacientes con síndrome de Klinefelter a menudo tienen una deficiencia de vitamina D. Por lo tanto, los niveles de vitamina D en adolescentes y adultos deben controlarse regularmente. Una sustitución de vitamina D conduce a una mejor densidad ósea.
Si existe ginecomastia, existe la posibilidad de una mastectomía (extirpación quirúrgica del tejido mamario). Si niños con síndrome de Klinefelter tienen dislexia, dificultad para concentrarse o conducción débil, existe la posibilidad de medidas de apoyo como la terapia del hablar o la terapia ocupacional.

### Terapia conductual
La terapia de lenguaje es particularmente esencial en el desarrollo infantil de los pacientes con síndrome de Klinefelter. Esto les ayudará a desarrollar habilidades que les permitan entender y producir lenguaje complejo. De igual forma se recomienda hacer una evaluación profunda de las habilidades académicas y psicosociales para determinar sus fortalezas y debilidades en el aprendizaje.
Para los niños que padecen hipotonía o retraso en el desarrollo de sus habilidades motoras, es necesaria terapia física que les ayude a mejorar su tono muscular, balance y coordinación.
La terapia ocupacional es altamente recomendada para aquellos sujetos que presentan dispraxia. Esto también es beneficioso para el resto de los pacientes, ya que puede mejorar sus habilidades de comunicación verbal y no verbal, así como a socializar más.

### Oportunidades de tratamiento para la infertilidad
Métodos modernos de medicina reproductiva, tales como la inyección intracitoplasmática de espermatozoides (ICSI) con extracción previa de espermatozoides testiculares (TESE), han dado lugar a descendencia de varones con síndrome de Klinefelter. Para 2010, se habían reportado más de 100 embarazos exitosos en los que se utilizó fertilización in vitro obteniendo espermatozoides de pacientes 47,XXY. Otro estudio reportado en 2013 que los niños biológicos de los hombres con síndrome de Klinefelter (esperma obtenido por TESE) no tienen un cromosoma X adicional y por lo tanto, no tienen síndrome de Klinefelter.
En el caso en que no se puedan obtener espermatozoides funcionales a partir del semen o TESE, no hay posibilidad de producir hijos biológicos; esto debido a que el tratamiento de testosterona suprimiría la espermatogénesis. La posibilidad de TESE con el paciente y sus padres debe ser discutido en consulta con los médicos asistentes antes del inicio de la terapia de testosterona. Si la terapia de testosterona ya se ha iniciado, pero el paciente se desea todavía una TESE, la terapia de testosterona debe pausarse durante al menos 6 meses para que la espermatogénesis puede recuperarse.

### Asesoramiento genético
Ya que el síndrome de Klinefelter no es hereditaria, sino consecuencia de un proceso de no disyunción cromosomal, el riesgo de recurrencia no es mayor al de la población en general. No existe evidencia que indique de dicho proceso se repita en una familia en particular. Sin embargo, tan pronto como se sospeche o se detecte un paciente 47,XXY es aconsejable buscar asesoramiento especializado con el fin de planificar el mejor proceso de maduración y el mayor nivel de bienestar a largo plazo.

## Historia
Fue descrito en 1942 por Harry Klinefelter, Edward C. Reifentein y Fuller Albright quienes en el Hospital General de Massachusets estudiaron a nueve pacientes con alta estatura, ginecomastia, deficiencia en los niveles de testosterona, testículos pequeños, azoospermia y elevada concentración de gonadotropinas. En sus inicios se sugirió que las manifestaciones clínicas eran resultado de un defecto primario estaba en las células de Sertoli. Se propuso entonces que en estos pacientes había una deficiencia en una hormona testicular que regulaba la concentración de gonadotropinas hipofisiarias, a la que llamaron hormona X o inhibina.
No fue sino hasta 1956 que se demostró la presencia del corpúsculo de Barr en pacientes con síndrome de Klinefelter. Tres años más tarde, en 1959, investigadores del Western General Hospital en Edimburgo, Escocia identificaron que el cariotipo de un sujeto con la enfermedad era 47,XXY. De esta manera se estableció que la presencia de un cromosoma X extra era el factor etiológico fundamental para desarrollar las características de dicho síndrome.
En septiembre de 2020, la European Academy of Andrology (Academia Europea de Andrología) publicó por primera vez directrices para el síndrome de Klinefelter.
En 2021, una investigación de un individuo enterrado con una espada suontaka, reveló que quien por muchos años se pensó que era una mujer, se trataba más bien de un hombre con síndrome de Klinefelter. Al año siguiente, en 2022, se reportó la identificación de un esqueleto en el este de Portugal, el cual era en realidad un hombre fallecido cerca de 1000 a. c. con un cariotipo 47,XXY.